# Eremiaphila brunneri
Eremiaphila brunneri är en bönsyrseart som beskrevs av Werner 1905. Eremiaphila brunneri ingår i släktet Eremiaphila och familjen Eremiaphilidae. Inga underarter finns listade i Catalogue of Life.